# Escháti
Escháti (en grec moderne : Εσχάτη), ou Mérmigas (Μέρμηγκας), est une petite île volcanique rocheuse inhabitée, dans le sud de la mer Égée. Elle est située au sud-ouest de Santorin, et c’est la plus méridionale du groupe des Îles Christianá, qui appartiennent administrativement au district municipal de Thíra, dans la municipalité du même nom. Le point culminant est à 23 mètres au-dessus du niveau de la mer.
Ses extrémités sud-ouest et nord-est sont entourées de récifs. Mais à une distance de sécurité d’environ 185 m autour de l’îlot, les eaux sont assez profondes. 